# NGC 1086
NGC 1086 is een spiraalvormig sterrenstelsel in het sterrenbeeld Perseus. Het hemelobject werd op 20 augustus 1885 ontdekt door de Amerikaanse astronoom Lewis A. Swift.

## Synoniemen
- PGC 10587
- UGC 2258
- MCG 7-6-71
- ZWG 539.101
- IRAS02447+4102